# Agave kewensis
Agave kewensis là một loài thực vật có hoa trong họ Măng tây. Loài này được Jacobi mô tả khoa học đầu tiên năm 1866.